# Cryptobia eilatica
Cryptobia eilatica is een soort in de taxonomische indeling van de Euglenozoa. Deze micro-organismen zijn eencellig en meestal rond de 15-40 mm groot. Het organisme komt uit het geslacht Cryptobia en behoort tot de familie Bodonidae. Cryptobia eilatica werd in 1990 ontdekt door Diamant.